# Blazing Angels: Squadrons of WWII
Blazing Angels: Squadrons of WWII è un simulatore di volo creato dalla Ubisoft Romania e distribuito per Xbox, Xbox 360, PlayStation 3 e Wii.